# 小行星7812
小行星7812（7812 Billward）是一颗绕太阳运转的小行星，为主小行星带小行星。该小行星于1984年10月26日发现。

## 轨道参数
小行星7812的轨道半长轴为2.7829620 UA，离心率为0.229。